# نیروی هوافضای ارتش آزادی‌بخش خلق
نیروی هوافضای ارتش آزادی‌بخش خلق (انگلیسی: People's Liberation Army Aerospace Force) یکی از شاخه‌های ارتش آزادی‌بخش خلق چین است، که وظیفه جنگ فضایی را برعهده دارد. این نیرو یکی از دو نیروی فضایی مستقل در جهان است.
نیروی هوافضای ارتش آزادی‌بخش خلق چین در ۱۹ آوریل ۲۰۲۴ تأسیس شد و از نیروی پشتیبانی استراتژیک که همزمان منحل شده بود، جدا شد. نیروی هوافضای ارتش آزادی‌بخش خلق چین، مالکیت کلیه سیستم‌های فضایی ارتش آزادی‌بخش خلق چین و مدیریت تمامی سایت‌های پرتاب موجود و سایر ماهواره‌های نظامی، همچنین دارایی‌های فضایی نظامی چین را در اختیار دارد.